# Prima facie
Prima facie é uma expressão latina que significa à primeira vista. A frase é muito utilizada em filosofia, geralmente no mesmo sentido do que quando é usada em ciências jurídicas.